# Єременко Світлана Федорівна
Світлана Федорівна Єременко (нар. 15 березня 1959 року) — українська журналістка, письменниця, редактор, медіаексперт, менеджер неприбуткових громадських організацій, авторка книги «Живопис як молитва». Виконавчий директор Інституту демократії імені Пилипа Орлика.

## Біографічні дані
Народилася в с. Волиця, Мостиського району, Львівської області. Виросла та закінчила середню школу у Червоноармійську, що на Житомирщині. 1983 року завершила навчання на факультеті журналістики в Київському національному університеті ім. Тараса Шевченка. 1998 — стажувалася в США, Польщі сертифікат менеджера громадських організацій.

## Журналістська діяльність
- 1983—1994 — редакція донецької обласної молодіжної газети «Комсомолец Донбасса[1]» («Акцент»): кореспондентка, завідувачка відділу, редакторка відділу. У вересні 1993 року була незаконно звільнена за національні переконання:[2] «Єдина провина Світлани Єременко полягає у тому, що вона стоїть на позиції української державності, не цурається рідної мови, відстоює свої погляди…»[3]; «Вірність журналістки С. Єременко українській тематиці ніяк не вписується в штатний розклад…»[4].

Була підтримана громадськістю та Донецьким обласним відділенням Спілки журналістів України, «яке виступило на захист С. Єременко і заявило протест проти її незаконного звільнення». «Такого, принаймні на Донеччині ще не було: журналістка затіяла судову справу проти свого монолітного начальства…». Відновлена на посаді Київським народним судом Донецька. 1994 року звільнилася за власним бажанням, бо закрили «Клуб рідної мови» (українськомовний розворот у російськомовній газеті), «їй категорично заборонили писати на політичні теми.., про проблеми української школи…» та продовжили цькування.
С. Єременко — одна з найбільш активних донецьких журналістів, хто в той час, коли донецькі партійні видання… ганили Рух, розповіла правду про цю організацію. Зокрема, вона подала серію інтерв'ю з відомими діячами національно-демократичного руху — І.Драчем, В.Яворівським, В.Пилипчуком, М.Горинем. Із перших кроків існування вона підтримала Товариство української мови, виступала за створення першої української школи та ліцею у Донецьку. С. Єременко брала участь та інформувала читачів про культуро-екологічний похід «Дзвін − 90», Всесвітній конгрес українців, фестиваль «Червона Рута». Активно працювала на незалежність України перед Всенародним референдумом 1 грудня 1991року…. Висвітлювала перші шахтарські страйки, з'їзди Руху.
- 1992 року увійшла до складу фундаторської редакційної колегії першої незалежної газети на Донеччині — «Східний часопис» українською мовою (єдиний професійний журналіст у редакції)[5], заснованої Донецьким обласним Товариством української мови спершу як додаток до газети «Донеччина», а потім як самостійна газета. 1997 року газета припинила своє існування через низку об'єктивних та суб'єктивних причин, зокрема й через фінансові труднощі[5][6].

- 1995 −2004 — співзасновниця і головний редактор наукового (зареєстрований у Вищій атестаційній комісії (ВАК) України), аналітично-інформаційного журналу «Схід».

- 2001 року — створила Донецьку обласну громадську організацію журналістів «Донецький прес-клуб», співзасновниця та голова прес-клубу. Метою прес-клубу стало об'єднання журналістів, організація засідань та прес-конференцій за актуальними темами, що хвилювали суспільство. З 2007-го — керувала Національним прес-клубом Українського освітнього центру реформ (м. Київ).

- З 2004-го — редакторка аналітично-інформаційного журналу «Аспекти самоврядування» Фундації «Україна-США». «За час редакторства С. Єременко журнал став „настільною книгою“ мерів та фахівців з місцевого самоврядування»[7].

- З 2011 — Інститут демократії імені Пилипа Орлика. Здійснює загальну координацію проектів, що їх втілює інститут. Основна діяльність Інституту — вивчення та системний аналіз проблем громадянського суспільства та розвитку демократії в Україні.

- З 2012 — очолює проект з моніторингу регіональних ЗМІ (засобів масової інформації) щодо «джинси» та дотримання професійних стандартів журналістики в Львівській, Донецькій, Харківській, Вінницькій, Сумській областях України та Криму Українського освітнього центру реформ (УОЦР). У своїх виступах гостро піднімає питання свободи слова, фахового рівня журналістів, необхідність дотримання професійної етики[8][9].
- З 2014 року — виконавчий директор Інституту демократії імені Пилипа Орлика[10].

## Громадська діяльність
2001—2004 — керує Коаліцією громадських організацій «Партнерство за прозоре суспільство» по боротьбі з корупцією у Донецькій області (в Партнерство входило 18 громадських організацій).
жовтень — листопад 2004 — координатор Місії міжнародних спостерігачів ENEMO (Європейська сітка організацій з моніторингу за виборами) в Донецькій області. Організовувала роботу міжнародних спостерігачів під час виборів президента 2004 р.
Авторка багатьох проектів, спрямованих на розвиток демократії, зміцнення громадянського суспільства, боротьбу з корупцією, утвердження свободи слова, налагодження продуктивного діалогу між ЗМІ та НДО, залучення громадян до участі та підвищення активності на виборах.

## Книги
Історія світової та української культури.- «Східний видавничий дім». 1999 р. (Редактор).
Обери своє майбутнє!. — «Український культурологічний центр», 1998 р. (співавторка концепції, дизайну і текстів збірника брошур, мета якого — залучення громадян до участі у президентських виборах).
Олег Мінько. — Сіті Прес Компані, 2010 р. (книга — альбом про унікального українського художника-постмодерніста. Авторка ідеї та текстової частини: «Живопис як молитва», що поєднує художній, документальний погляди та мистецтвознавчий аналіз). …"Живопис як молитву" Світлани Єременко можна поставити поряд з нарисами про художників Еміля Золя, Анрі Перрюшо, Богоміла Райнова…" (Валентин Грицаненко, Заслужений художник України, професор, Харків. Програма «Книжковий кошик», Харківське обласне телебачення).
Постаті. Нариси про видатних людей Донбасу. — «Східний видавничий дім», 2011. (співавтор. «Моя справжня Батьківщина — Україна». Авторка нарису про видатного композитора Сергія Прокоф'єва).
Авторка новел та оповідань. Друкується у літературно-художніх журналах „Київ“, „Березіль“, „Дніпро“, „Українській літературній газеті“ та „Літературній Україні“.
Збірка оповідань «Терикони під літаком» ( 2015 рік) здобула першу премію у конкурсі «Літературні відкриття року», яку присуджують за найкращий дебют у прозі. Оповідання «Терикони під літаком» увійшло в антологію найкращих українських соціальних оповідань ХХІ століття «Похід через засніжений перевал».

## Особисте
Розлучена, має двох дітей.

## Захоплення
Живопис — авторка низки мистецтвознавчих статей та рецензій у газеті «День», «Українській літературній газеті», художніх журналах «Музейний провулок», «Артанія», серії матеріалів на радіо «Свобода». Серед захоплень: література, балет, театр, великий теніс, подорожування.